# Brixton (métro de Londres)
Brixton (en anglais : Brixton Underground Station), est une station, terminus sud, de la Victoria line, en zone Travelcard 2. Elle est située sur la Brixton Road, à Brixton dans le borough de Lambeth.
C'est une station de correspondances avec la gare de Brixton.

## Situation sur le réseau
Établie en souterrain, la station Brixton est le terminus sud de la Victoria line après la station Stockwell, en direction de la station terminus d'Walthamstow Central. Elle est située en zone Travelcard 2.
Le terminus de Brixton est organisé avec deux voies et deux quais terminus précédés d'un croisement en ciseaux au nord et, au sud, une paire de voies d'évitement en prolongement des voies à quais.

## Histoire
La station Brixton est mise en service le 23 juillet 1971, lors de l'ouverture de la ligne Victoria dont elle est le terminus sud.

## Services aux voyageurs

### Desserte

Installations et desserte
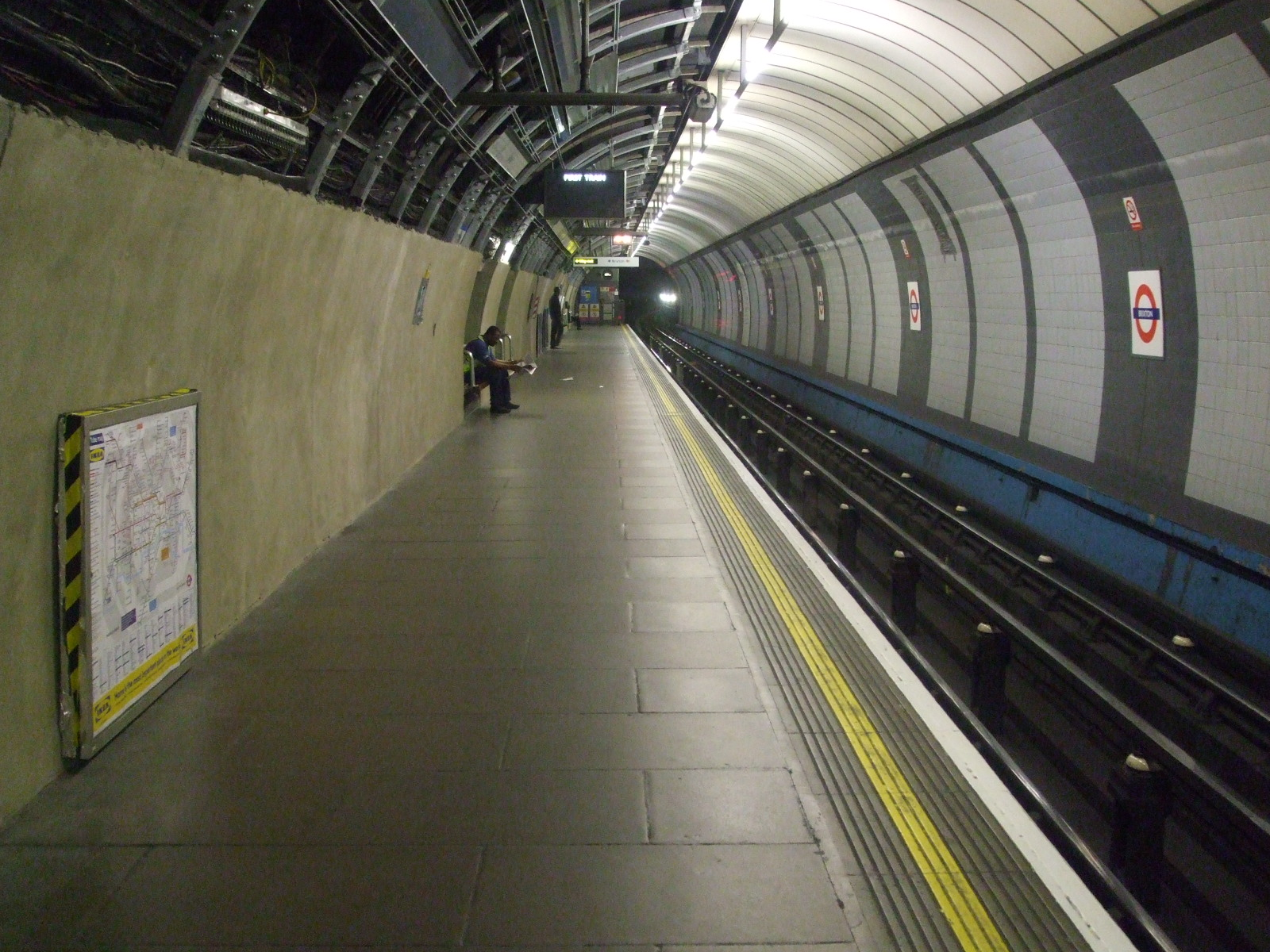
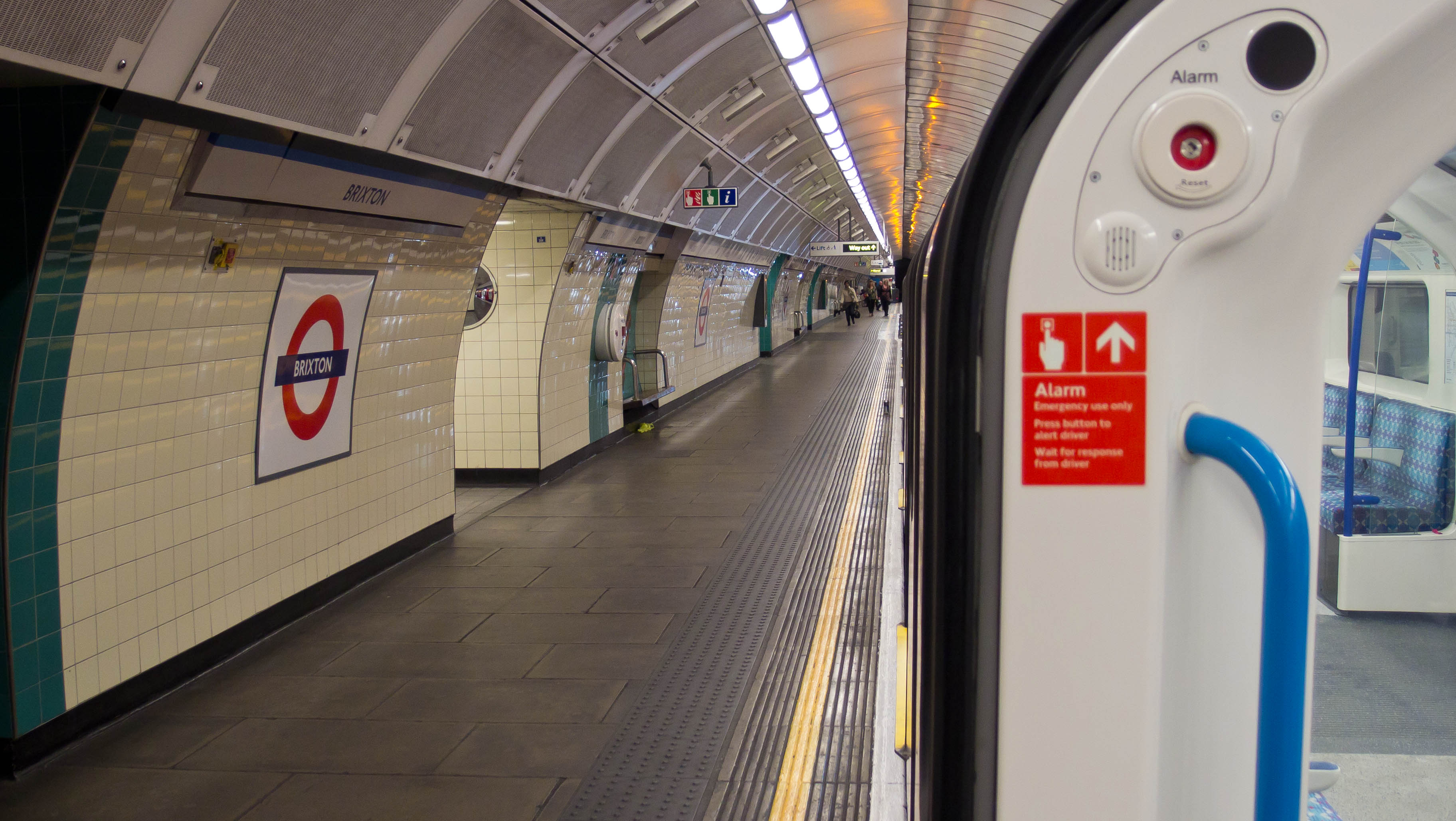
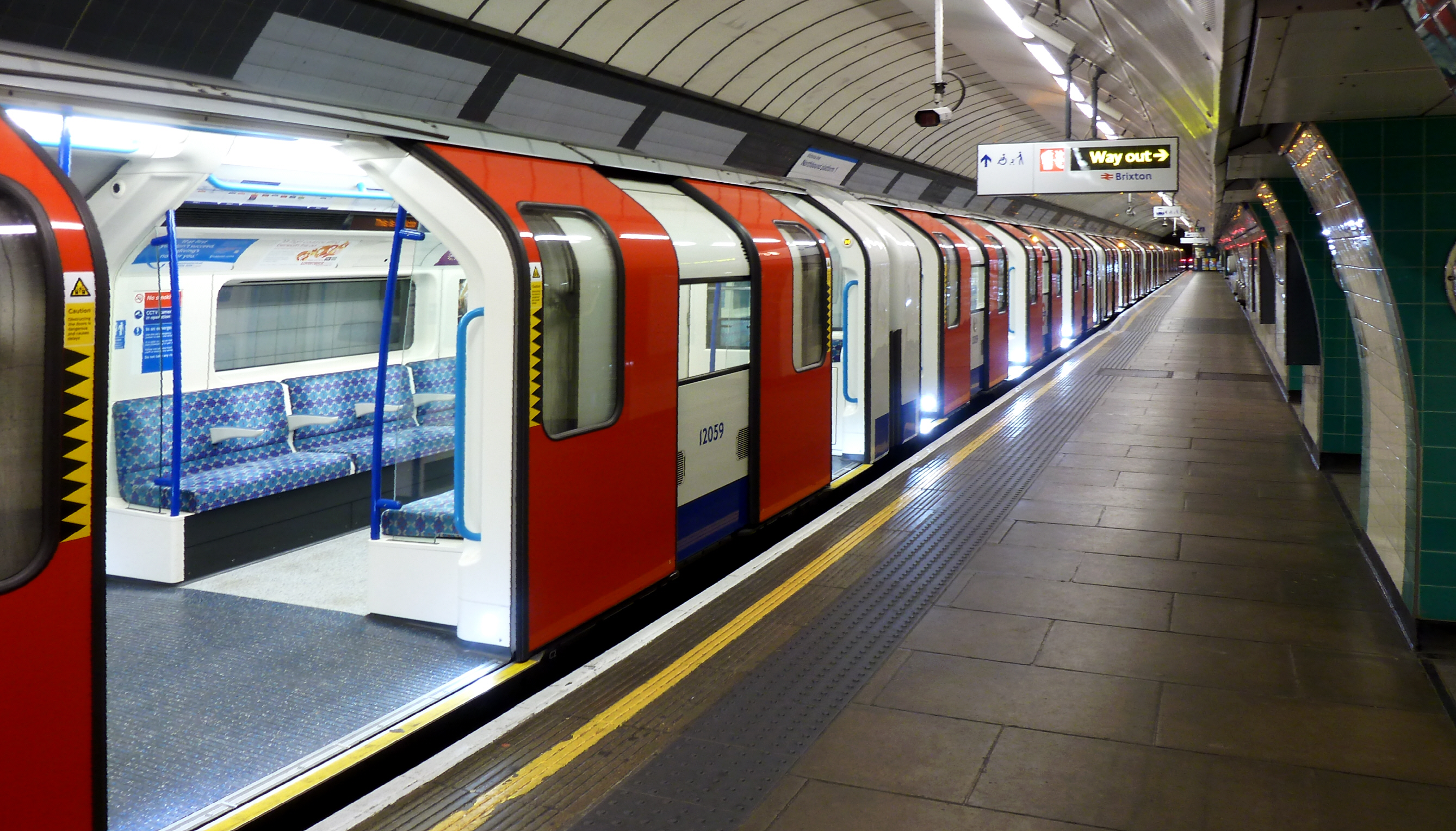

### Intermodalité
La station est en correspondance avec la gare de Brixton, située en surface à proximité.
Des lignes de bus desservent plusieurs arrêts dans un environnement proche : notamment ceux des lignes : service de jour : 2, 3, 35, 37, 45, 59, 109, 118, 133, 159, 196, 250, 333, 355, 415, 432, P4 et P5 ; services de nuit : N2, N3, N35, N109 et N133.
Des parcs pour les vélos sont également présents.

## À proximité
- Brixton